# Ernst von Schoen
Hans Ludwig Ernst von Schoen, ab 1927 Schoen von Wildenegg, (* 22. August 1877 in Lübeck; † 1954) war ein deutscher Bankier.
Seine Eltern waren der Lübecker Senator und Bürgermeister Ernst Christian Johannes Schön (* 24. Juni 1843; † 13. Oktober 1908) und dessen Ehefrau Marie Friederike Zimmermann (* 15. Juni 1848; † 9. März 1898).
Er erhielt seine Schulbildung auf dem Gymnasium in Lübeck. Nach seinem Abschluss studierte er in Heidelberg, Leipzig und Marburg Jura. Er promovierte am 5. April 1900 und war danach von 1900 bis 1903 Referendar und von 1904 bis 1905 Rechtsanwalt und Notar in Lübeck. Im Jahr 1905 kam er zur Revisions-Treuhand-AG in Berlin. Er war von 1906 bis 1907 zunächst Syndikus und von 1908 bis 1912 dann Vorstand. Im Jahr 1913 wurde er dann Vorstandsmitglied der Allgemeinen Deutschen Credit-Anstalt (ADCA) sowie von drei Leipziger Versicherungsanstalten.
Ferner wurde von Schoen österreichischer Generalkonsul in Leipzig, Vorsitzender des Aufsichtsrates der Hugo-Schneider-Aktiengesellschaft (HASAG), Vorsitzender des Aufsichtsrates der 1921 gegründeten Mansfeld AG sowie Aufsichtsratsvorsitzer der drei Leipziger Versicherungsgesellschaften. Sowohl die HASAG als auch die Mansfeld AG setzten während des Zweiten Weltkrieges mehrere tausend Zwangsarbeiterinnen und Zwangsarbeiter ein, u. a. auch jüdische KZ-Häftlinge. Schoen war auch Mitglied des Aufsichtsrates der Deutschen Bank.
Aufgrund seiner Bekanntschaft mit dem Leipziger Unternehmer Walter Cramer wurde er im Zusammenhang mit dem Attentat vom 20. Juli 1944 verhaftet, jedoch in dem Prozess vor dem Volksgerichtshof am 11. November 1944 freigesprochen.
Nach dem Zweiten Weltkrieg ließ er sich zunächst in Timmendorfer Strand und später in Frankfurt am Main nieder. Er wurde 1950 von der Bank deutscher Länder zum Treuhänder der im Bundesgebiet vorhandenen Vermögenswerte der ADCA bestellt und übte diese Tätigkeit bis zu seinem Tod aus.
Schoen heiratete am 22. Februar 1912 in Köln Johanna van der Kemp (* 1. März 1876) geschiedene Minlos. Die Ehe war kinderlos.